# Raptor: Call of the Shadows
Raptor: Call of the Shadows är ett vertikalt scrollande shoot 'em up-spel utvecklat av Cygnus Studios och publicerat av Apogee Software. Det släpptes den 1 april 1994 för DOS.
Spelet utspelar sig i framtiden där man styr stridsflygplanet Raptor, och på 27 olika banor ska man skjuta fiendeplan, både på Jorden och på andra planeter. På varje bana finns det dessutom minst en boss som är antingen flygande eller markbaserad. Pengarna man tjänar efter att ha klarat av en bana kan man använda till att uppgradera Raptors vapen och sköldar. 